# Ефимија Свехвална
Света великомученица Ефимија, позната још и као Ефимија Халкидонска и Ефимија Свехвална, ранохришћанска је мученица и светитељка из IV века.

## Биографија
Рођена је у граду Халкидону у Битинији, близу Цариграда. Активно је учествовала у борби за очување православља од монофизитске јереси.
Пострадала је за време прогона хришћана од стране цара Диоклецијана, 16. септембра, када се и празнује њен спомен. Дана 11. септембра се спомиње чудо њених часних моштију, пројављено за време Четвртог васељенског сабора светих отаца у Халкидону 451. године. Тим чудом би јављено и потврђено православно исповедање вере.
Тело Свете Еуфимије, сахранили су по предању, њени родитељи у близини Халкидона. Касније, на месту где је сахрањена саграђен је хришћански храм, у коме је 451. године одржан у Четврти васељенски сабор. Током владавине Теодосијa I њене мошти премештене су у Александрију, а затим опет враћене у Халкидон.
Године 617. након што је Халкидон пао под власт Персијанаца њене мошти су пресељене у Цариград. Током периода иконоборства за време владавине Константина V Копронима мошти Свете Еуфемије су бачене у море, али су касније по предању цркве, поново откривене у близини обале Лимасол, где су се тајно чувале у локалној цркви. Када је трон Византијског царства дошла царица Ирина мошти Свете Еуфемије свечано су враћене у Цариград. Данас, се оне чувају у Храму Светог Георгија, у комплексу Цариградске патријаршије.
Православна црква прославља Свету Ефимију 11. јула и 16. септембра по јулијанском календару.